# Copa das Nações Europeias de 1964
A Copa das Nações Europeias de 1964 foi a segunda edição do Campeonato Europeu de Futebol, organizado de quatro em quatro anos com o apoio da UEFA. O torneio teve lugar na Espanha a partir das semi-finais (até esta fase eram jogos de ida-e-volta), e foi ganho pelo país anfitrião pelo resultado de 2 a 1 contra o campeão da edição anterior, a União Soviética.

## Locais
| \| Madrid Barcelona \| |
| Madrid                 |
| Santiago Bernabéu      |
| Capacidade: 110,000    |
|                        |
| Barcelona              |
| Camp Nou               |
| Capacidade: 93,053     |
|                        |
| Madrid Barcelona       |

## Fase de qualificação
O fase de qualificação consistiu em jogos de eliminação de duas mãos. 29 selecções estavam inscritas. As equipes disputaram jogos, em casa e fora, até aos quartos finais. As meias-finais e a final foram jogados a quatro equipes na final do torneio, cuja anfitriã foi selecionada após saber-se as equipas que jogariam a fase final.

### Equipes qualificadas
Em negrito estão as edições em que a seleção foi campeã.
| País            | Método de qualificação | Data de qualificação   | Participações |
| --------------- | ---------------------- | ---------------------- | ------------- |
| Dinamarca       | Vencedor da 2ª rodada  | 18 de dezembro de 1963 | Estreante     |
| Espanha         | Vencedor da 2ª rodada  | 8 de abril de 1964     | Estreante     |
| Hungria         | Vencedor da 2ª rodada  | 23 de maio de 1964     | Estreante     |
| União Soviética | Vencedor da 2ª rodada  | 27 de maio de 1964     | 1 (1960)      |

## Fase final

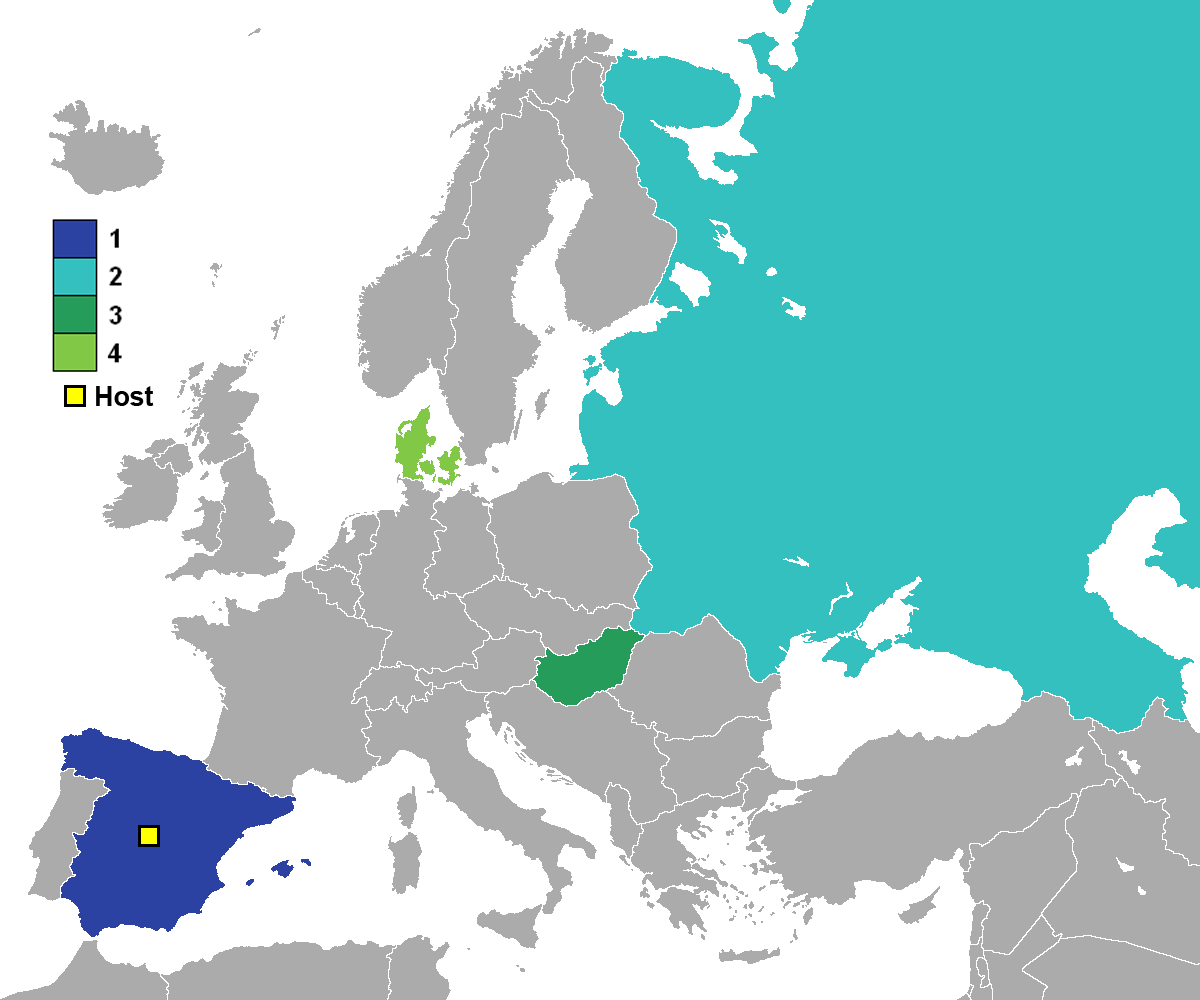
Os finalistas do Campeonato Europeu de Futebol de 1964.

|  | Semifinais              | Semifinais              |   |                         | Final                   | Final |  |
|  |                         |                         |   |                         |                         |       |  |
|  | 17 de junho – Madrid    |                         |   |                         |                         |       |  |
|  | Espanha                 | 2                       |   |                         |                         |       |  |
|  | Hungria (a.p.)          | 1                       |   |                         |                         |       |  |
|  |                         |                         |   |                         |                         |       |  |
|  |                         |                         |   |                         | 21 de junho – Madrid    |       |  |
|  |                         |                         |   |                         | Espanha                 | 2     |  |
|  |                         | União Soviética         | 1 |                         |                         |       |  |
|  |                         |                         |   |                         |                         |       |  |
|  |                         |                         |   |                         |                         |       |  |
|  |                         |                         |   |                         | Terceiro lugar          |       |  |
|  | 17 de junho - Barcelona | 17 de junho - Barcelona |   | 20 de junho - Barcelona | 20 de junho - Barcelona |       |  |
|  | Dinamarca               | 0                       |   | Hungria (a.p.)          | 3                       |       |  |
|  | União Soviética         | 3                       |   |                         | Dinamarca               | 1     |  |

### Semi-finais
| 17 de junho de 1964 | Espanha                   | 2 – 1 (a.p.) | Hungria  | Estádio Santiago Bernabéu, Madrid       |
| 20:00               | Pereda 35' · Amancio 112' | Súmula       | Bene 84' | Público: 34,713 Árbitro: Arthur Blavier |

| 17 de junho de 1964 | Dinamarca | 0 – 3  | União Soviética                           | Camp Nou, Barcelona                        |
| 22:30               |           | Súmula | Voronin 19' · Ponedelnik 40' · Ivanov 87' | Público: 38,556 Árbitro: Concetto Lo Bello |

### Terceiro lugar
| 20 de junho de 1964 | Hungria                           | 3 – 1 (a.p.) | Dinamarca     | Camp Nou, Barcelona                   |
| 20:00               | Bene 11' · Novák 107' (g.p.) 110' | Súmula       | Bertelsen 82' | Público: 3,869 Árbitro: Daniel Mellet |

### Final
| 21 de junho de 1964 | Espanha                   | 2 – 1  | União Soviética | Estádio Santiago Bernabéu, Madrid       |
| 18:30               | Pereda 6' · Marcelino 84' | Súmula | Khusainov 8'    | Público: 79,115 Árbitro: Arthur Holland |

| Espanha | União Soviética |

## Premiações

### Campeões
| Campeonato Europeu de Futebol de 1964 |
| ------------------------------------- |
| ESPANHA Campeão (1º título)           |

### Equipe do torneio
De acordo com a UEFA, os melhores jogadores do Euro 1964 foram:
| Goleiro    | Defensores                                                   | Meias                               | Atacantes                                     |
| ---------- | ------------------------------------------------------------ | ----------------------------------- | --------------------------------------------- |
| Lev Yashin | Feliciano Rivilla Fernando Olivella Dezsõ Novák Ignacio Zoco | Valentin Ivanov Amancio Luis Suárez | Flórián Albert Ferenc Bene Jesús María Pereda |